# AgustaWestland AW109
Die AgustaWestland AW109 (früher: Agusta A109) ist ein leichter achtsitziger Mehrzweckhubschrauber mit zwei Wellentriebwerken des italienischen Rüstungskonzerns Leonardo. Die AW109 wird sowohl für zivile als auch militärische Zwecke verwendet.

## Varianten

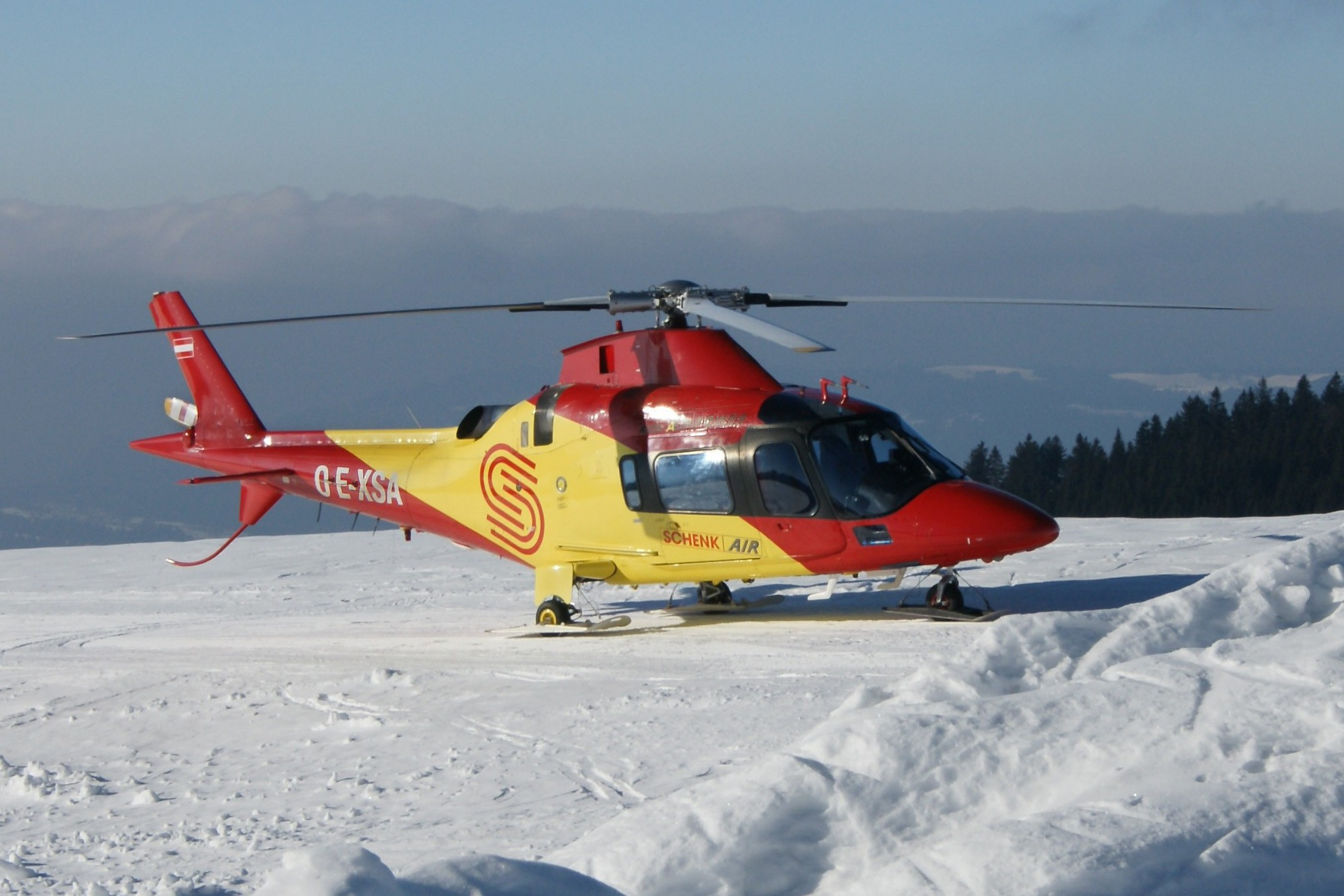
A109 Power

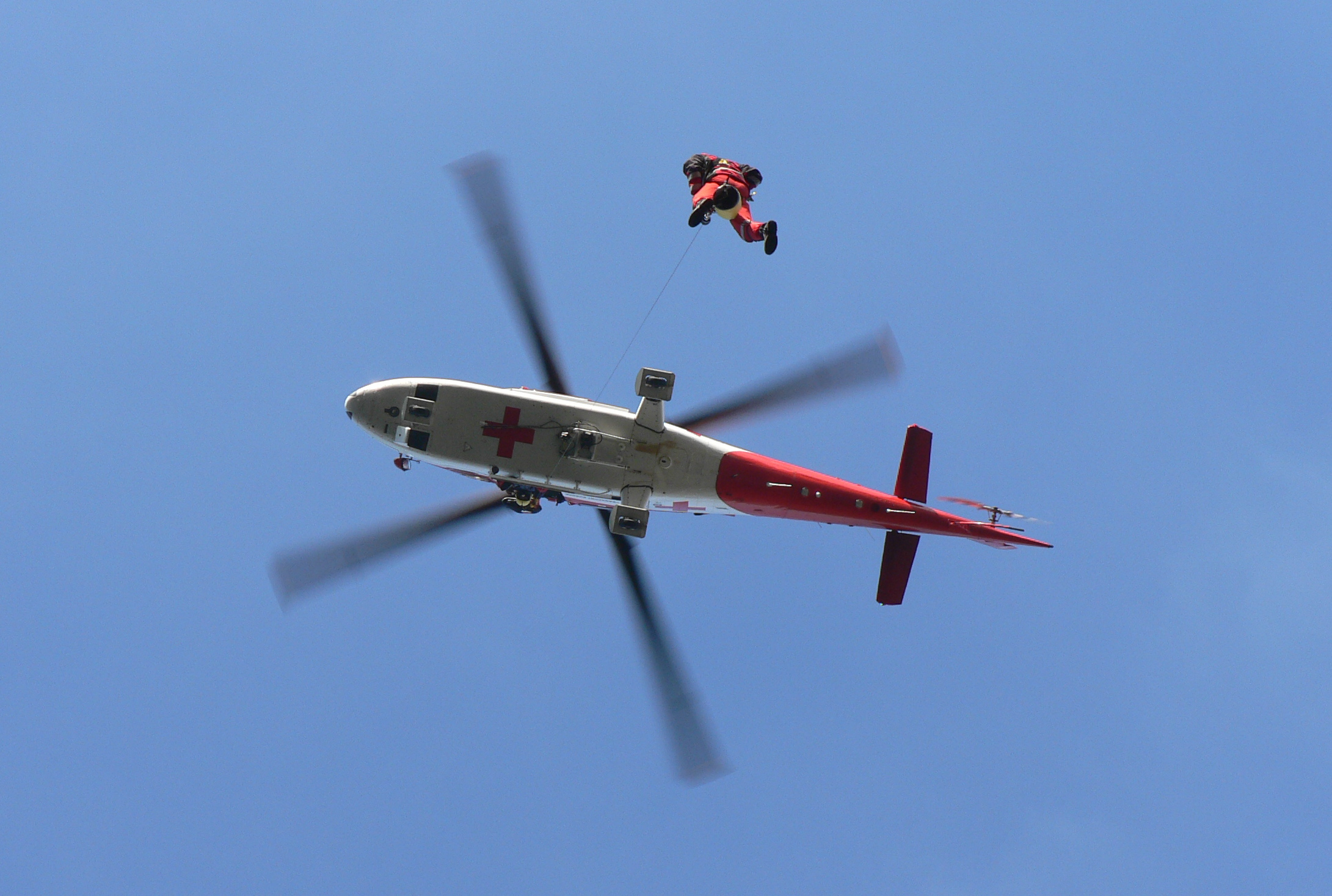
A109 K2 der Schweizer Rettungsflugwacht beim Abseilen eines Luftretters

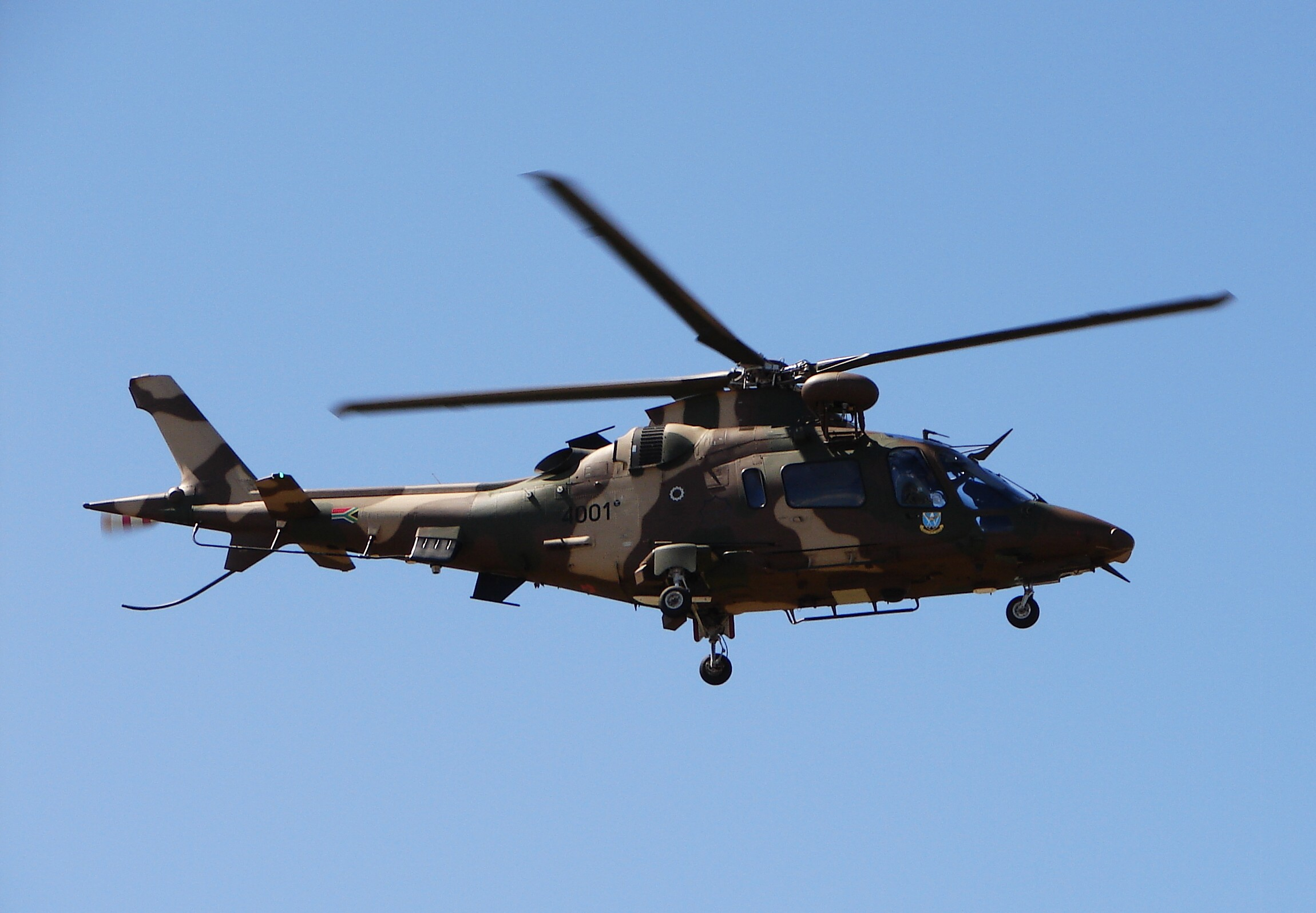
AW109 in der militärischen Ausführung im Flug über Kapstadt in Südafrika

Zahlreiche Polizei- und Zivilschutzorganisationen in aller Welt verwenden den Hubschrauber in einer Vielzahl von Versionen, die sich teilweise nur durch kleine Modifikationen unterscheiden. Militärische Varianten sind unter anderem in Argentinien, Belgien, Ghana, Lettland, Paraguay, Peru, Südafrika, Schweden und Großbritannien im Einsatz. Am weitesten verbreitet sind die zivilen Versionen der AW109.
A109A
Erste in Serie produzierte Version mit zwei Allison-250-C20-Triebwerken. Der Erstflug war am 4. August 1971.
A109A EOA „Hirundo“
Militärische Ausführung für das italienische Heer.
A109A Mk II
Verbesserte zivile Version der A109A.
A109B
Geplante, jedoch nicht gebaute militärische Version.
A109C „Hirundo“
Achtsitzige zivile Version mit zwei Allison 250-C20R-1.
A109K
Militärische Ausführung mit leistungsstärkeren Triebwerken.
A109K2
Ausführung für Polizei und Rettungskräfte, geeignet für große Höhen und hohe Temperaturen.
A109M
Militärische Ausführung.
A109MAX
Rettungshubschrauber.
A109KM
Militärische Variante der A109K2.
A109KN
Marineausführung der A109K2.
A109CM
Militärische Standardutility-Ausführung.
A109GdiF
Sonderausführung für die italienische Guardia di Finanza.
A109 LUH (Light Utility Helicopter)
leichter militärischer Mehrzweckhubschrauber auf Basis der A109 Grand.
A109BA
Sonderausführung für die belgischen Streitkräfte mit HeliTOW-Startern und Stummelflügeln.
A109E Power
Verbesserte zivile Version.
A109E Power Elite
Verlängerte und verbesserte Version der A109E „Power“
A109S Grand
Verlängerte und verbesserte zivile Version mit P&W-207-Triebwerken. Mit dieser Maschine erflogen die beiden Amerikaner Scott Kasprowicz und Steve Sheik im August 2008 einen neuen Weltrekord für die schnellste Weltumrundung in einem Hubschrauber. Sie legten die Strecke von 38.890 km mit einer Durchschnittsgeschwindigkeit von 275 km/h zurück. Den bisherigen Weltrekord hielt seit 1996 eine Bell 430.
A109S Grand Da-Vinci
Diese Variante der Grand ist für Rettungseinsätze in den Schweizer Bergen optimiert. So bietet sie bei einem Stückpreis von 10,2 Mio. Schweizer Franken neben FLIR und MFD-Cockpit-Layout eine verstärkte Seilwinde für bis zu 270 kg.
A109SP
VIP-Version
A109 Grand New
Diese erweiterte Version der A109 Grand wird in einer viersitzigen VIP- sowie einer sechssitzigen Normalausführung angeboten. Die Sitze bieten bei einem Absturz erhöhte Überlebenschancen. Der Rumpf besteht zum großen Teil aus Verbundwerkstoffen. Das Cockpit ist mit 4-Achsen-Autopilot, MFD und EFIS ausgerüstet.
A109N
Variante mit Elementen der LUH, Elite und Grand.
A109 Trekker
Variante mit Landegestell anstelle des Einziehfahrwerkes.
MH-68 „Stingray“
Die Agusta A109 Grand wird unter der Bezeichnung MH-68A Stingray auch von der United States Coast Guard eingesetzt.

## Technische Daten

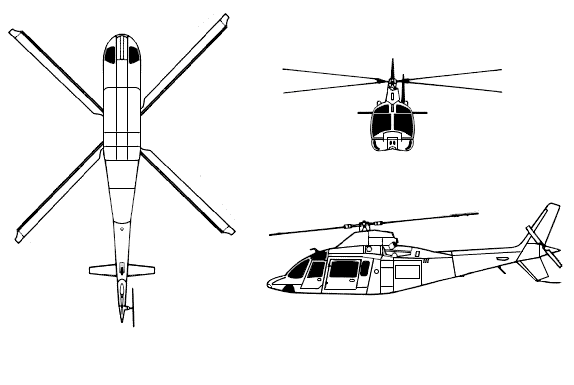
Dreiseitenriss

| Kenngröße             | A109E                                                   | Grand Anm.                                               |
| --------------------- | ------------------------------------------------------- | -------------------------------------------------------- |
| Typ                   | Leichter Mehrzweckhubschrauber                          | Leichter Mehrzweckhubschrauber                           |
| Besatzung             | 1–2 Besatzung und 6–7 Passagiere                        | 1–2 Besatzung und 6–7 Passagiere                         |
| Gesamtlänge           | 13,04 m                                                 | 12,96 m                                                  |
| Rumpflänge            | 11,45 m                                                 | 11,56 m                                                  |
| Rotordurchmesser      | 11,00 m                                                 | 10,83 m                                                  |
| Höhe                  | 3,50 m                                                  | 3,44 m                                                   |
| Leermasse             | 1576 kg                                                 | 1660 kg                                                  |
| max. Startmasse       | 2850 kg                                                 | 3175 kg (Beladung/Gewichte innen)                        |
| Höchstgeschwindigkeit | 285 km/h                                                | 287 km/h                                                 |
| Dienstgipfelhöhe      | 5974 m                                                  | 4940 m                                                   |
| Steigrate             | 9,80 m/s                                                | 9,30 m/s                                                 |
| Einsatzradius         | 948 km (Standard bei 233 km/h)                          | 889 km (ohne Reserve, bei 634 kg Treibstoff auf 5000 ft) |
| Triebwerk             | 2 × Pratt & Whitney 206C oder zwei Turbomeca Arrius 2K1 | 2 × Pratt & Whitney 207C                                 |
| Startleistung         | 2 × 423 kW oder 2 × 426 kW                              | 2 × 426 kW                                               |
| Dauerleistung         | k. A.                                                   | 2 × 426 kW                                               |

## Bewaffnung
In der Kabine
- 2 × türmontierte 7,62-mm-Maschinengewehre FN Herstal MAG 58M mit 500 Schuss Munition
- 2 × seitenlaffetierte 12,7-mm-Maschinengewehre FN Herstal M3M mit 400 Schuss Munition

Bewaffnung bis zu 600 kg an zwei Außenlaststationen
Luft-Luft-Lenkflugkörper
- 4 × Doppel-Lenkwaffenwerfer ATAS (Air To Air Stinger) für je 2 × Raytheon AIM-92 „Stinger“ RMP Block I – selbstzielsuchend mit Infrarotsensor für Kurzstrecken
- 2 × Doppel-Lenkwaffenwerfer für je 2 × MBDA „Mistral II“ (AATCP) – selbstzielsuchend mit Infrarotsensor für Kurzstrecken

Luft-Boden-Lenkflugkörper
- 4 × M299-Lenkwaffen-Aufhängungen für je eine Boeing Corp/Martin MariettaAGM-114F/N „Hellfire“ – lasergesteuerter Panzerabwehr-Lenkflugkörper
- 4 × Lenkwaffen-Starterbox für je 2 × MBB/Aerospatialé(Euromissile) „HOT-1“ / „HOT-2“ – optisch via Draht gesteuerter Panzerabwehr-Lenkflugkörper
- 4 × ESCO HeliTOW für je 2 × Raytheon BGM-71A „TOW“

Seezielflugkörper
- 2 × MBDA Marte 2 – radargelenkt

Ungelenkte Luft-Boden-Raketen
- 2 × HL-19-70-Raketen-Rohrstartbehälter für je 19 × ungelenkte Hydra-Luft-Boden-Raketen; Kaliber 70 mm[4]
- 2 × Brandt-Raketen-Rohrstartbehälter für je 12 × ungelenkte SNEB-Luft-Boden-Raketen; Kaliber 68 mm
- 2 × LAU-68D/A-Raketen-Rohrstartbehälter für je 7 × ungelenkte FFAR-Luft-Boden-Hydra-Raketen; Kaliber 70 mm
- 2 × FZ231-Raketen-Rohrstartbehälter Forges de Zeebrugge für je 12 × ungelenkte WA oder FFAR-Luft-Boden-Raketen; Kaliber 70 mm

Externe Behälter
- 2 × ETNA-TMP-5-MG-Behälter FN Herstal (mit je 2 × 7,62-mm-Maschinengewehren FN MAG 58P mit je 500 Schuss Munition)
- 2 × MG-Behälter FN-Herstal HMP 400LC mit je einem 12,7-mm-Maschinengewehr FN Browning M3P mit 400 Schuss Munition[5]
- 2 × MG-Behälter FN-Herstal RMP LC je einem 12,7-mm-FN-Maschinengewehr FN Browning HP mit 250 Schuss Munition sowie drei Startrohren für je eine 70-mm-(2,75")-Rakete
- 2 × Behälter mit Selbstverteidigungssensoren (Raketenanflugwarner, Radarwarner, Laserwarner, Täuschkörperwerfer und IR-Störgerät)

## Zwischenfälle
- Kollision mit einem Baukran der Hochhausbaustelle von St George Wharf Tower bei schlechter Sicht am Morgen des 16. Januar 2013 in London.[6][7]
- Ein  Rettungshubschrauber stürzte in der Slowakei am 19. Juli 2015 ab. Der RTH vom Typ Agusta A 109 war auf dem Weg zu einem Notfall im Nationalpark Slovensky raj. Beim Anflug der Einsatzstelle ist er mit einer Hochspannungsleitung kollidiert und 100 m tief in eine Schlucht gestürzt. Die Besatzung, bestehend aus Pilot, Rettungssanitäter, Notarzt und Bergführer, ist bei dem Unglück ums Leben gekommen.[8]
- Kollision mit einer Hochspannungsleitung vor der Insel Poros am Nachmittag des 20. August 2019, in deren Folge die Stromversorgung der Insel für mehr als 24 Stunden vollständig ausfiel.[9][10]
- Auf einem Flug eines Privatunternehmens am 5. November 2022, vormittags von den Tremiti-Inseln zum italienischen Festland, stürzte eine A109 im Raum Apricena nahe Foggia bei schlechtem Wetter ab. Die Insassen, 2 Piloten, ein Arzt und eine 4-köpfige Touristenfamilie   starben dabei.[11]

## Populärkultur
- Prominent in Erscheinung tritt ein AW109 im Film Jurassic Park.